# Variety
Variety är en veckotidning som grundades i New York av Sime Silverman 1905.
År 1933 kom ytterligare en tidning, en dagstidning. Båda bevakar underhållningsindustrin i USA och globalt från ett insiderperspektiv.
Tidningen ägs av Reed Business Information, ett dotterbolag till Reed Elsevier, som har tre papperstidningar och en webbplats. Dagstidningen har en upplaga på cirka 31 600, medan veckotidningen säljs i en upplaga på 30 800 (uppgifter från Audit Bureau of Circulations, 31 mars 2005).
Huvudkonkurrenten är The Hollywood Reporter.